# Cycloschizon araucariae
Cycloschizon araucariae är en svampart som först beskrevs av Rehm, och fick sitt nu gällande namn av Arx 1962. Cycloschizon araucariae ingår i släktet Cycloschizon och familjen Parmulariaceae.   Inga underarter finns listade i Catalogue of Life.